# Коккамис
Кокками́с (каз. Көкқамыс) — село у складі Бокейординського району Західноказахстанської області Казахстану. Входить до складу Муратсайського сільського округу.
Населення —  (2021; 11 у 2009, 146 у 1999,  у 1989).